# Улица Евдокима Огнева (Санкт-Петербург)
Улица Евдокима О́гнева — улица в Невском районе Санкт-Петербурга. Широтная улица в жилом районе Севернее улицы Новосёлов, а также в историческом районе Весёлый Посёлок. Проходит от Дальневосточного проспекта до проспекта Большевиков. Параллельна улице Крыленко.

## История
Улица получила название 26 января 1970 года в память об участнике Октябрьской революции, матросе Евдокиме Павловиче Огневе (1887—1918), комендоре крейсера «Аврора», произведшем холостой выстрел, послуживший сигналом к штурму Зимнего дворца.
Жилая застройка расположена на чётной (северной) стороне улицы Евдокима Огнева. На южной стороне улицы находится зелёная зона.

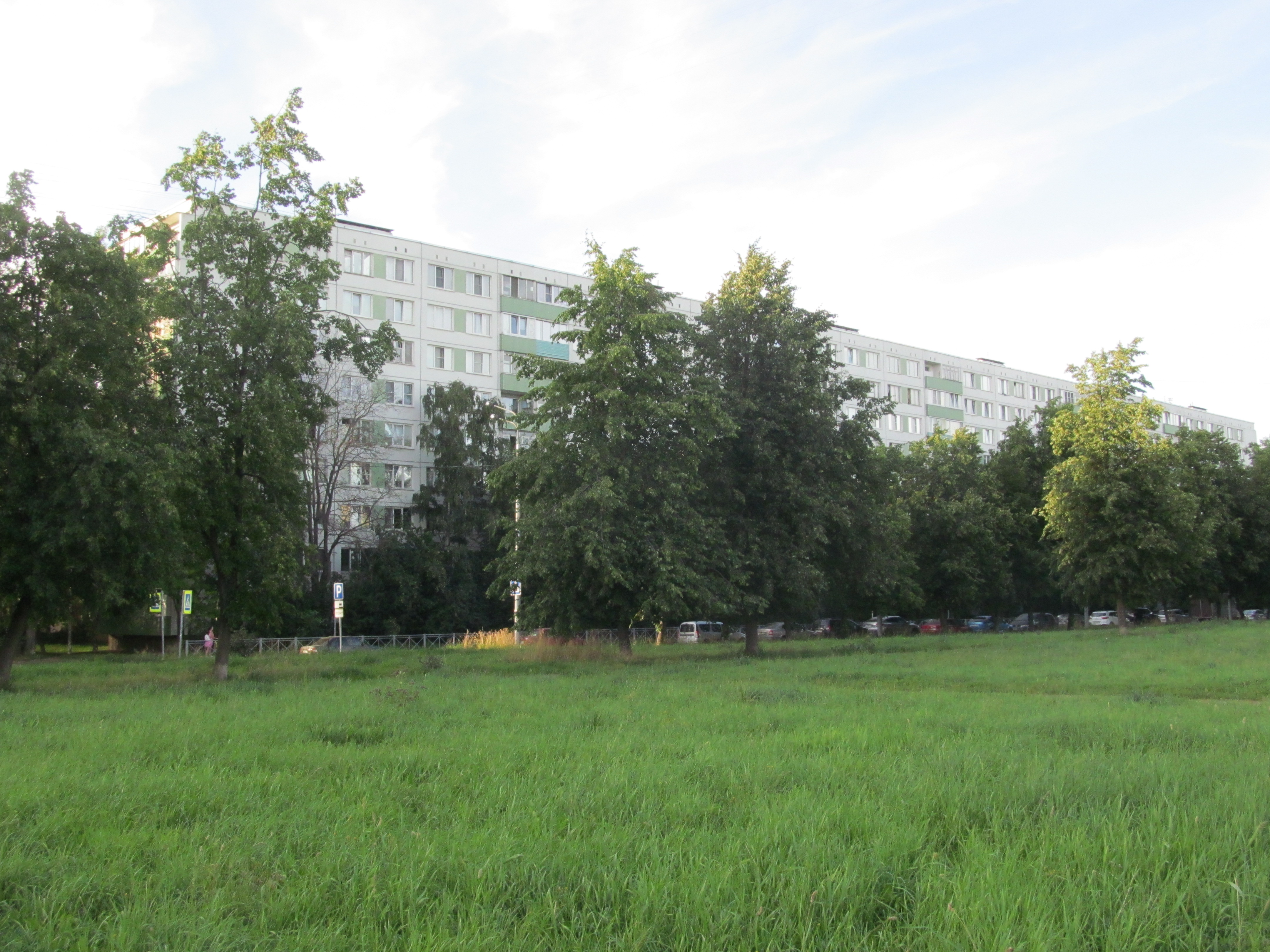
Вид на улицу Евдокима Огнева со стороны бульвара
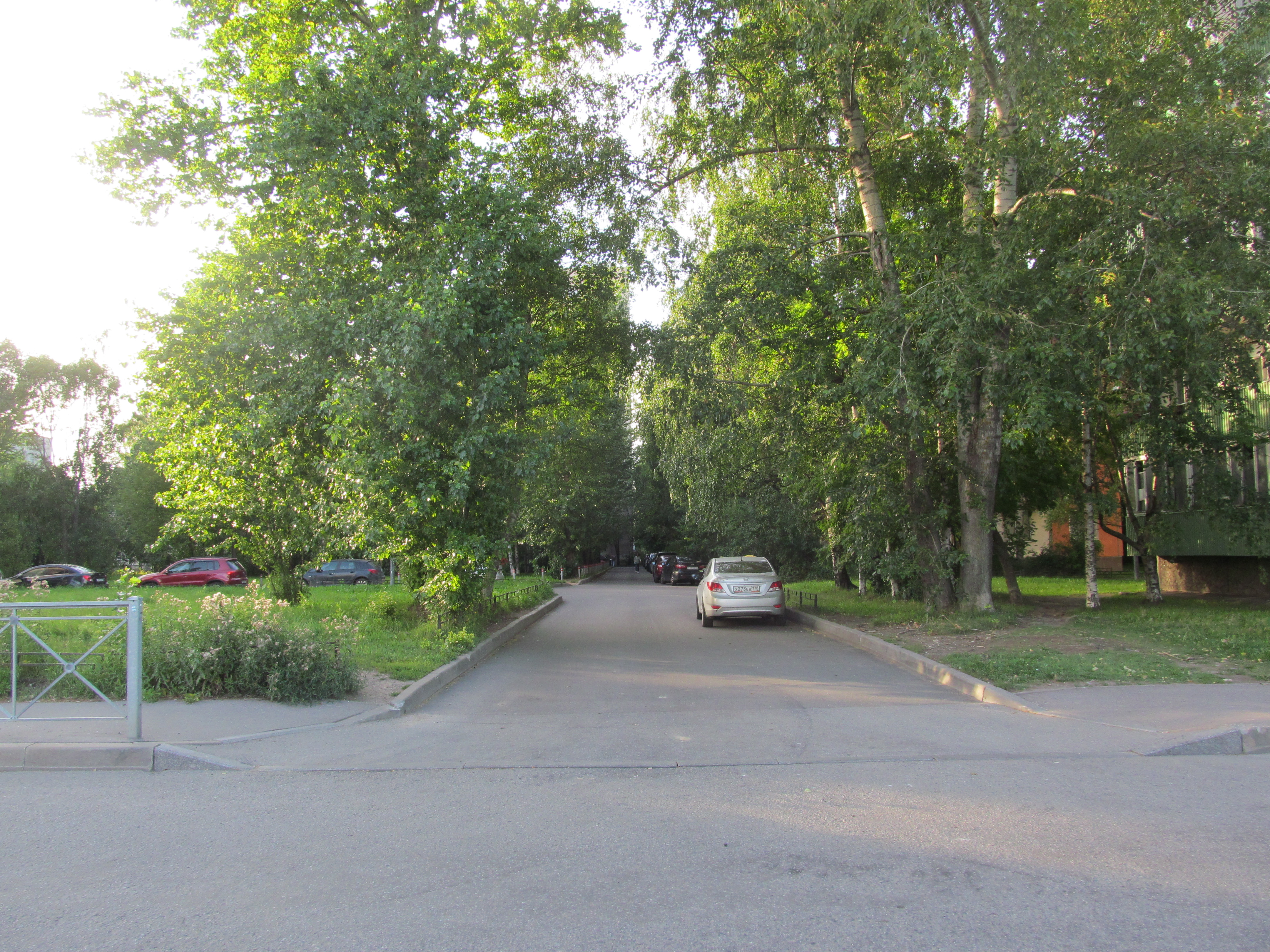
Улица Евдокима Огнева — въезд во дворы

## Пересечения
С запада на восток (по увеличению нумерации домов) улицу Евдокима Огнева пересекают следующие улицы:
- Дальневосточный проспект — улица Евдокима Огнева примыкает к боковому проезду;
- Искровский проспект — пересечение;
- проспект Большевиков — улица Евдокима Огнева примыкает к «карману».

## Транспорт
Ближайшая к улице Евдокима Огнева станция метро — «Улица Дыбенко» 4-й (Правобережной) линии (около 700 м по проспекту Большевиков от конца улицы).
Движение наземного общественного транспорта по улице отсутствует.
На расстоянии около 1,45 км по прямой от конца улицы Евдокима Огнева находится грузовая железнодорожная станция Нева.

## Общественно значимые объекты
- бульвар между улицей Евдокима Огнева и улицей Крыленко;
- школа № 458 — дом 4, корпус 2;
- школа № 458 (начальные классы) — дом 8, корпус 3;
- детский сад № 99 — дом 12, корпус 2;
- Российский научный центр «Прикладная химия» — улица Крыленко, дом 26, литера А;
- торговый комплекс «Смайл» — проспект Большевиков, дом 27, литера А.